# Entedon lanceolatus
Entedon lanceolatus är en stekelart som beskrevs av Erdös 1944. Entedon lanceolatus ingår i släktet Entedon, och familjen finglanssteklar. Arten är reproducerande i Sverige.